# Malé Karpaty
Malé Karpaty este o arie protejată (arie de protecție specială avifaunistică — SPA) din Slovacia întinsă pe o suprafață de 50.633,6 ha, integral pe uscat.

## Localizare
Centrul sitului Malé Karpaty este situat la coordonatele 48°25′32″N 17°18′21″E / 48.425561°N 17.305803°E.

## Înființare
Situl Malé Karpaty a fost declarat arie de protecție specială avifaunistică în iulie 2003 pentru a proteja 4 specii de plante și 50 de specii de animale.

## Biodiversitate
Situată în ecoregiunile alpină și panonică, aria protejată conține 22 de habitate naturale: Pajiști panonice carstice (Stipo-Festucetalia pallentis), Pajiști stepice subpanonice, Mlaștini împădurite, Mlaștini alcaline, Păduri panonice cu Quercus petraea și Carpinus betulus, Tufărișuri subcontinentale peripanonice, Păduri stepice euro-siberiene cu Quercus spp., Pajiști cu Molinia pe soluri calcaroase, turboase sau argilos-nămoloase (Molinion caeruleae), Grohotișuri medio-europene calcaroase, de la nivel colinar și montan, Pante stâncoase calcaroase cu vegetație casmofită, Păduri de fag Asperulo-Fagetum, Liziere de ierburi înalte hidrofile de câmpie și de nivel montan până la alpin, Păduri de fag din Europa Centrală dezvoltate pe sol calcaros cu Cephalanthero-Fagion, Peșteri inaccesibile publicului, Păduri panonice-balcanice de stejar turcesc - stejar sesil, Păduri panonice cu Quercus pubescens, Fânețe de joasă altitudine (Alopecurus pratensis, Sanguisorba officinalis), Păduri de fag Luzulo-Fagetum, Pajiști carstice calcaroase sau bazofile, de Alysso-Sedion albi, Păduri pe pante, grohotișuri și ravene de Tilio-Acerion, Pajiști uscate seminaturale și facies de acoperire cu tufișuri pe substraturi calcaroase (Festuco-Brometalia) (* situri importante pentru orhidee), Păduri aluvionare cu Alnus glutinosa și Fraxinus excelsior (Alno-Padion, Alnion incanae, Salicion albae).
La baza desemnării sitului se află mai multe specii protejate:
- plante (4): Dianthus lumnitzeri, Himantoglossum jankae, sisinei (Pulsatilla grandis), Pulsatilla subslavica
- păsări (22): acvilă de câmp (Aquila heliaca), buha (Bubo bubo), caprimulg (Caprimulgus europaeus), barză neagră (Ciconia nigra), prepeliță (Coturnix coturnix), ciocănitoare cu spate alb (Dendrocopos leucotos), ciocănitoare de grădină (Dendrocopos syriacus), ciocănitoare neagră (Dryocopus martius), șoim dunărean (Falco cherrug), șoim călător (Falco peregrinus), muscar-gulerat (Ficedula albicollis), muscar (Ficedula parva), capîntortură (Jynx torquilla), sfrâncioc roșiatic (Lanius collurio), Leiopicus medius, muscar sur (Muscicapa striata), viespar (Pernis apivorus), codroșul de pădure (Phoenicurus phoenicurus), ciocănitoare verzuie (Picus canus), mărăcinar negru (Saxicola torquatus), turturică (Streptopelia turtur), silvie porumbacă (Sylvia nisoria)
- amfibieni (2): buhai de baltă cu burta roșie (Bombina bombina), izvoraș-cu-burta-galbenă (Bombina variegata)
- mamifere (12): liliac cârn (Barbastella barbastellus), castor (Castor fiber), vidră de râu (Lutra lutra), liliac cu aripi lungi (Miniopterus schreibersii), liliac cu urechi mari (Myotis bechsteinii), liliac cu urechi de șoarece (Myotis blythii), liliac de iaz (Myotis dasycneme), liliac cărămiziu (Myotis emarginatus), liliac comun (Myotis myotis), liliacul mare cu potcoavă (Rhinolophus ferrumequinum), liliacul mic cu potcoavă (Rhinolophus hipposideros), popândău (Spermophilus citellus)
- nevertebrate (14): Carabus variolosus, croitorul mare al stejarului (Cerambyx cerdo), Coenagrion ornatum, Cucujus cinnaberinus, fluturele de noapte (Eriogaster catax), Euplagia quadripunctaria, Graphoderus bilineatus, libelule (Leucorrhinia pectoralis), Limoniscus violaceus, rădașcă (Lucanus cervus), fluturele purpuriu (Lycaena dispar), gândacul de apă (Rhysodes sulcatus), Rosalia alpina, Vertigo angustior

Pe lângă speciile protejate, pe teritoriul sitului au mai fost identificate 5 specii de amfibieni, 13 specii de mamifere, 4 specii de nevertebrate, 5 specii de reptile.